# Cá múa đít sọc nâu
Cá múa đít sọc nâu (tên khoa học Aeoliscus strigatus), là một thành viên của họ Cá múa đít (Centriscidae) của bộ Cá chìa vôi Syngnathiformes. Cá múa đít sọc nâu được tìm thấy trong vùng nước ven biển ở Ấn Độ-Tây Thái Bình Dương. Môi trường sống tự nhiên của nó bao gồm cỏ biển và các rạn san hô, nơi nhím biển được tìm thấy.

## Mô tả

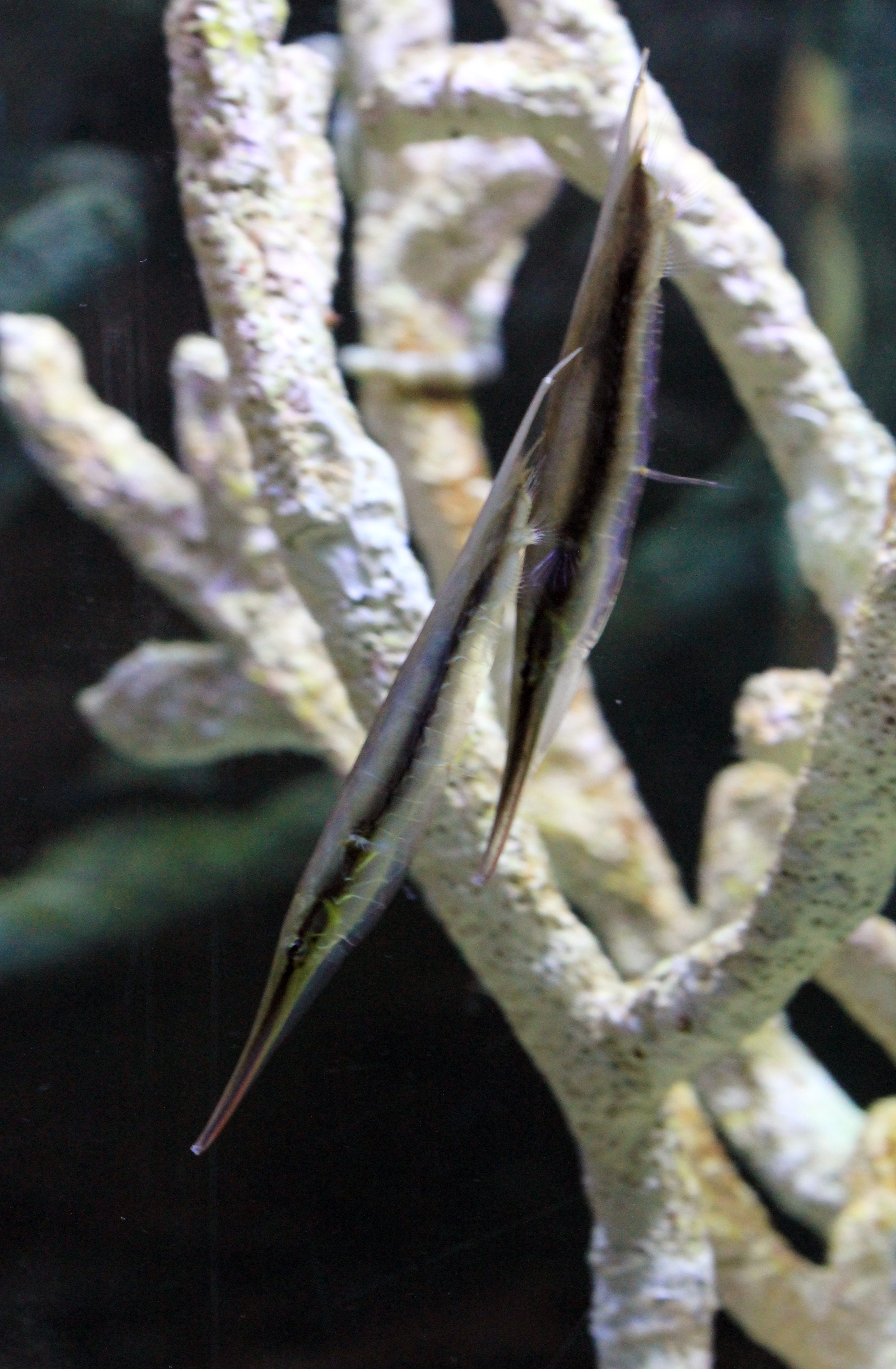
Cá ở viện hải dương học Praha.

Cá múa đít sọc nâu có thể dễ nhận biết do hình dạng cơ thể của nó, cũng như cách nó di chuyển. Nó là một con cá nhỏ với kích thước tối đa 15 cm (5,9 in). Cơ thể kéo dài của nó kết thúc bằng một cái mõ dài. Vây của nó bị tiêu giảm đáng kể và trong suốt. Bề mặt lưng của cá múa đít sọc nâu được bao phủ bởi tấm xương bảo vệ. Một sọc màu nâu đến đen chạy suốt chiều dài của cá. Màu sắc của cơ thể có thể thay đổi với môi trường sống. Trong môi trường cỏ biển, màu nền của cơ thể có thể là màu xanh vàng với các sọc màu nâu nhạt. Trong các khu vực mở như vá cát, đá dăm hoặc gần rạn san hô, màu sắc cơ thể xuất hiện là bạc sáng với một sọc màu đen nâu. Nó không được biết có dị hình lưỡng tính.